# Siliștea Crucii
Siliştea Crucii es una comuna ubicada en el distrito de Dolj, Rumania.

## Superficie
Posee una superficie de 34,82 kilómetros cuadrados.

## Demografía
Hasta 2021 la población era de 1248 habitantes, con una densidad de población de 35,84 habitantes por kilómetro cuadrado.